# Aero Fighters 3
Aero Fighters 3, também conhecido como Sonic Wings 3 (japonês: ソニックウィングス3, Hepburn: Sonikkū~ingusu 3) no Japão e na Europa, é um dinâmico jogo de tiro vertical lançado em 1995 pela Video System. Enquanto a versão Neo Geo AES não chegou ao mercado norte-americano, as versões Neo Geo MVS e Neo Geo CD foram disponibilizadas na América do Norte. Posteriormente, em 2018, o jogo foi relançado para Nintendo Switch pela Hamster Corporation, que detém os direitos autorais do jogo.

## Jogabilidade
Na tela de seleção, ''Aero Fighters 3'' oferece uma gama de dez aviões, incluindo alguns veteranos de edições anteriores da série. Além disso, jogadores podem desbloquear dois personagens secretos de jogos anteriores da Video System através de um código especial. Cada personagem tem uma capacidade específica de carregar power-ups e bombas até alcançar seu limite máximo; ao coletar esses itens com o arsenal completo, o jogador recebe um bônus de 2.000 pontos, enquanto um power-up completo vale 10.000 pontos.
Destruição é uma constante no jogo: abater inimigos grandes no solo ou destruir construções e outros elementos marcantes do cenário revela frequentemente power-ups e ícones de moedas. O valor dessas moedas varia conforme a nacionalidade do personagem do jogador, oscilando entre 10.000 e 200 pontos. Coletá-las no ponto mais alto da tela garante a maior pontuação, enquanto pegá-las mais abaixo reduz os pontos ganhos.
''Aero Fighters 3'' é composto por 18 fases, com oito sendo jogadas em cada um dos dois ciclos do jogo, dependendo das escolhas feitas nos desdobramentos de cada fase. Derrotar os chefes de certas fases faz surgir um avião com duas asas destrutíveis; a asa que for destruída primeiro define a próxima fase. As fases 3 e 6 são exclusivamente bônus, sem chefes e cheias de inimigos que soltam power-ups, ou uma abundância de inimigos terrestres que não atiram, mas liberam moedas.
Além disso, o jogo esconde diversos segredos, incluindo chefes finais raros que podem oferecer finais alternativos. Certos inimigos menores exibem comportamentos inusitados, como as torretas de armas na fase dos Estados Unidos que podem se transformar no busto de Villiam, de Aero Fighters.
No modo para dois jogadores, é necessário que ambos escolham aviões que se situem na mesma linha na tela de seleção. Se os sprites dos jogadores se alinharem perfeitamente durante a partida, eles poderão disparar um tiro combinado potente, contanto que nenhum deles use uma bomba.

## Enredo
Após uma derrota aparentemente definitiva, as forças alienígenas malignas surpreendem ao lançar um ataque fulminante contra a base dos Aero Fighters, destruindo seus aviões modernos. Sem condições de lançar um contra-ataque imediato, os pilotos são forçados a recorrer a aviões da Segunda Guerra Mundial, estranhamente modificados, em uma tentativa desesperada de reverter o desastre. Esses aviões, no entanto, encontram-se em condições deploráveis, aumentando exponencialmente o desafio imposto aos pilotos.

## Recepção
Na edição de 1 de dezembro de 1995, a revista Game Machine do Japão classificou Aero Fighters 3 como o vigésimo título de arcade mais popular do momento. O jogo recebeu críticas variadas. Avaliadores da Electronic Gaming Monthly apontaram críticas à apresentação visual e ao grau de dificuldade do jogo, embora tenham destacado positivamente a variedade de aviões disponíveis, o que enriquece a experiência de jogo. Major Mike, da GamePro, avaliou que, apesar da ação intensa e do bom desempenho sonoro, o jogo deixou a desejar em termos de inovação e não alcançou o mesmo nível de diversão de Aero Fighters 2, observando ainda que as fases de Aero Fighters 3 são mais curtas e que o jogo perdeu a opção de combinar pilotos de diferentes nacionalidades no modo cooperativo.
Andreas Knauf, da revista MAN!AC, foi bastante crítico em relação aos gráficos e à trilha sonora, descrevendo Aero Fighters 3 como um "jogo de tiro realizado sem dedicação, com cenários confusos e inimigos grandiosos e irritantes, além de fases extremamente curtas". Por outro lado, Dave Frear, da Nintendo Life, elogiou a diversidade de personagens, as várias trajetórias possíveis, o design visual, as trilhas sonoras e o potencial de replay do jogo. Contrastando com essas visões, Frank O'Connor, da VideoGames - The Ultimate Gaming Magazine, fez uma comparação visual do título com 1941: Counter Attack, mas criticou os chefes por falta de inspiração.